# كارلوس جوزيف
كارلوس جوزيف (بالإنجليزية: Carlos Joseph)‏ هو لاعب كرة قدم أمريكية أمريكي، ولد في 14 يوليو 1980.